# Battle Fever J
Battle Fever J (jap. バトルフィーバーJ Batoru Fībā Jei) – japoński serial z gatunku tokusatsu z roku 1979. Jest trzecim serialem z sagi Super Sentai, został wyprodukowany przez Toei Company oraz Marvel Comics. Emitowany na kanale TV Asahi od 3 lutego 1979 do 26 stycznia 1980 roku. Serial liczył 52 odcinki.
Serial Battle Fever J był liczony jako pierwszy Super Sentai. Przedimek "Super" oznaczał wtedy, że bohaterowie posiadają gigantycznego robota. Od 1996 roku, kiedy do Super Sentai zostały włączone Goranger oraz JAKQ, Battle Fever jest trzecim serialem z gatunku.

## Fabuła
Mistyczni terroryści Egos postanawiają podbić świat. Generał Kurama zbiera czwórkę japońskich agentów rozsianych po świecie oraz agentkę FBI i tworzy Battle Fever J – drużynę wojowników, którzy mają za zadanie powstrzymać Egos od przejęcia władzy.

## Wojownicy
- Masao Den (jap. 伝 正夫 Den Masao) / Battle Japonia (jap. バトルジャパン Batoru Japan; Battle Japan) – czerwony wojownik, lider drużyny. Były oficer japońskiego Ministerstwa Obrony. Zna się na karate i dżudo. Pojawia się także w filmie Gaoranger vs Super Sentai, gdzie należy do 24 czerwonych wojowników.

- Kyōsuke Shida (jap. 志田 京介 Shida Kyōsuke) / Battle Francja (jap. バトルフランス Batoru Furansu; Battle France) – niebieski wojownik, fryzjer i bawidamek. Trenował we Francji. Zna flamenco.

- Kensaku Shiraishi (jap. 白石 謙作 Shiraishi Kensaku) / Battle Kozak (jap. バトルコサック Batoru Kosakku; Battle Cossack) – pomarańczowy wojownik, pierwszy Battle Kozak. Po stracie rodziców przebywał w domu dziecka kierowanym przez księdza, który poświęcił życie za dzieci podczas ataku terrorystów, co zmotywowało Kensaku do ochrony innych. Trenował w ZSRR. Znał się na fizyce, chemii i sztukach walki. Lubił grać w pachinko i jeść kawior. Umiał tańczyć hopaka. Zginął w 33 odcinku.

- Makoto Jin (jap. 神 誠 Jin Makoto) / Battle Kozak (jap. バトルコサック Batoru Kosakku; Battle Cossack) – przyjaciel i następca Kensaku, dołączył do drużyny, by go pomścić. Ubiera się jak kowboj. Samotny wilk, człowiek czynu, nie słów. Podobnie jak poprzednik, zna się na fizyce i chemii oraz świetnie strzela.

- Shirō Akebono (jap. 曙 四郎 Akebono Shirō) / Battle Kenia (jap. バトルケニア Batoru Kenia; Battle Kenya) – czarny wojownik. Trenował w Kenii. Potrafi komunikować się ze zwierzętami. Zna tańce afrykańskie i potrafi zjeść praktycznie wszystko. Jest reprezentantem swojej drużyny w Gokaiger. Jest jedynym początkowym członkiem swej drużyny w Sentai, którego kolor jest przedmiotem debaty- Battle Kenia spełnia częściowo cechy zielonego wojownika, jednak ogólnie jest uważany za czarnego.

- Diane Martin (jap. ダイアン・マーチン Daian Māchin) / Miss Ameryka (jap. ミスアメリカ Misu Amerika; Miss America) – różowa wojowniczka, pierwsza Miss Ameryka. Agentka FBI, która chce pomścić swojego ojca zabitego przez Egos. Ma siostrę. W 24 odcinku zostaje ciężko ranna i wraca do Stanów.

- María Nagisa (jap. 汀 マリア Nagisa Maria) / Miss Ameryka (jap. ミスアメリカ Misu Amerika; Miss America) – następczyni i koleżanka po fachu Diany. Gdy Diana została ciężko ranna, Maria przejęła jej obowiązki aż do końca serii. Zna się na sztuce szybkiej zmiany ubrań.

### Wsparcie
Tetsuzan Kurama (jap. 倉間鉄山 Kurama Tetsuzan) – generał armii japońskiej, przełożony drużyny. Znakomity szermierz, potrafi pokonać potwora Egos za pomocą katany. Jest surowy dla podwładnych gdy coś wymyka się spod kontroli, zwłaszcza kiedy baza jest atakowana przez wroga, oraz wtedy, gdy Makoto wszedł na miejsce Kensaku.

### Maszyny
- Battle Fever Robot (jap. バトルフィーバーロボ Batoru Fībā Robo; Battle Fever Robo) – najsilniejsza broń drużyny służąca do walki z ogromnymi potworami, pierwszy raz pojawia się w 5 odcinku. Z wyglądu przypomina samuraja i jest uzbrojona w szereg broni m.in. trójząb, sztylety, tarczę, topór, ale jego najpotężniejszą bronią jest Miecz Błyskawicy (jap. 電光剣 Denkōken), którą wykonuje ostateczny atak zwany Przecięciem Bambusa (jap. 唐竹割り Karatake Wari). Jest pierwszym mechą w Sentai.

- Battle Rekin (jap. バトルシャーク Batoru Shāku; Battle Shark) – ogromna, latająca forteca, która transportuje Battle Fever Robota oraz jego broń.

## Obsada
- Hironori Tanioka – Masao Den / Battle Japonia
- Yūhei Kurachi – Kyōsuke Shida / Battle Francja
- Yukio Itō – Kensaku Shiraishi / Battle Kozak #1
- Kenji Ōba – Shirō Akebono / Battle Kenia
- Diane Martin –  Diane Martin / Miss Ameryka #1
- Risa Komaki – Diane Martin / Miss Ameryka #1 (głos)
- Naomi Hagi – Maria Nagisa / Miss Ameryka #2
- Daisuke Ban – Makoto Jin / Battle Kozak #1
- Chiyonosuke Azuma – Generał Kurama
- Kenji Ushio (odc. 1-7), Masashi Ishibashi (odc. 7-51) – Hedder
- Maki Ueda – Salome

### Aktorzy kostiumowi
- Kazuo Niibori – Battle Japonia
- Hirofumi Koga – Battle Francja
- Haruhiko Hashimoto – Battle Kozak
- Kenji Ōba – Battle Kenia
- Risa Komaki – Miss Ameryka #1
- Eiko Onodera – Miss Ameryka #2
- Tsutomu Kitagawa:
  - Miss Ameryka #2,
  - Battle Kenia

Źródło: 